# Пражский мир (1635)
Пражский мир (нем. Prager Frieden) — мирный договор, заключённый 30 мая 1635 года в ходе Тридцатилетней войны в Праге между императором Священной Римской империи Фердинандом II Габсбургом и протестантскими князьями империи. Его условиями предусматривалось отмена Эдикта о реституции и возвращение к Аугсбургскому миру. Кроме того, было согласовано объединение армии императора и армий германских князей в армию Священной Римской империи. На образование коалиций между князьями был наложен запрет, а кальвинизм был легализован. Принцип cujus regio, ejus religio был навсегда установлен в пределах империи. В обмен на религиозные уступки Фердинанд получил альянс лютеранских князей в помощь в своей борьбе как со шведами, так и с ожидаемым вмешательством Франции в Тридцатилетнюю войну. Фактически Пражский мир завершил гражданское и религиозное противостояние в Священной Римской империи, возникшее после начала, с одной стороны, - мятежа против центральной власти нескольких глав семейств, т.н. "князей Империи", управлявших полученными их предками от стародавних монархов в удел ("лен" Lehn) крупными или средними по величине землями, что, таким образом, рождало отношения прямой вассальной подчинённости их и их наследников к престолу; и, с другой стороны, - одновременного с этим процесса разрушения чётких вассальных связей между этими самыми князьями Империи и находящимися ниже их на социальной и имущественной лестнице аристократами. После этого мира Тридцатилетняя война продолжалась в качестве борьбы против доминирования Габсбургов в Европе.